# Nishiki (Fahrradhersteller)

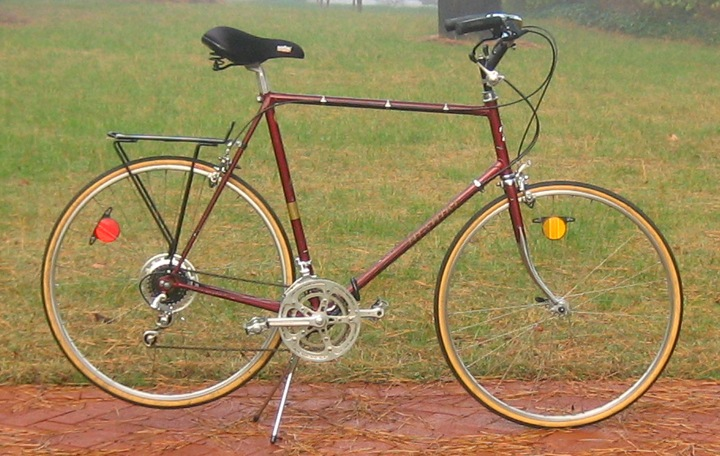
Fahrrad von Nishiki

Nishiki war die Fahrradmarke des japanischen Herstellers K.K. Kawamura Cycle (株式会社カワムラサイクル, Kabushiki kaisha Kawamura Saikuru) in Kōbe, Japan.
Nishiki war die Handelsmarke der Fahrradmanufaktur K.K. Kawamura Cycle in Kōbe. Nach dem Erdbeben von Kōbe 1995 geriet das Unternehmen wirtschaftlich in Schieflage und das Fahrradgeschäft wurde am 18. Oktober 1995 als K.K. Kawamura (株式会社カワムラ) mit Sitz im benachbarten Miki ausgegliedert. International waren von Nishiki in den 1970er Jahren die Rennräder der Serie "Olympic" und ab den 1980ern die Serie "Prestige" bekannt und verbreitet. Die Marke gehörte in die Riege der namhaften japanischen Fahrradbauer wie Miyata, Fuji, Bridgestone, Panasonic, Univega, Lotus und Centurion.
Kawamura Cycle wurde am 31. August 1995 ebenfalls neugegründet, jedoch als Rollstuhlhersteller.
Die Marke wurde ab 1965 in den USA von der Firma West Coast Cycle vertrieben. Der Markenname Nishiki wurde eine Marke von Derby, wie Raleigh und Univega. Nishiki und Univega wurden 2001 aus dem Programm genommen und Derby konzentrierte sich auf den Markennamen Raleigh. Heute werden unter Nishiki Europe von europäischen Händlern eine Reihe von Trekking-Cross- und Rennrädern vertrieben, die allerdings nichts mehr mit dem ursprünglichen Hersteller zu tun haben.